# Spoorlijn Kopenhagen - Høje Taastrup
De Vestbanen is een spoorlijn tussen Københavns Hovedbanegård en Høje Taastrup met een parallelbaan voor de regionale en internationale treinen van het eiland Seeland in Denemarken.

## Geschiedenis
Het traject tussen Kopenhagen en Høje Taastrup werd in 1934 werd geopend. Het werd naast de reeds bestaande lijn van Kopenhagen naar Roskilde en Korsør aangelegd.

### DSB

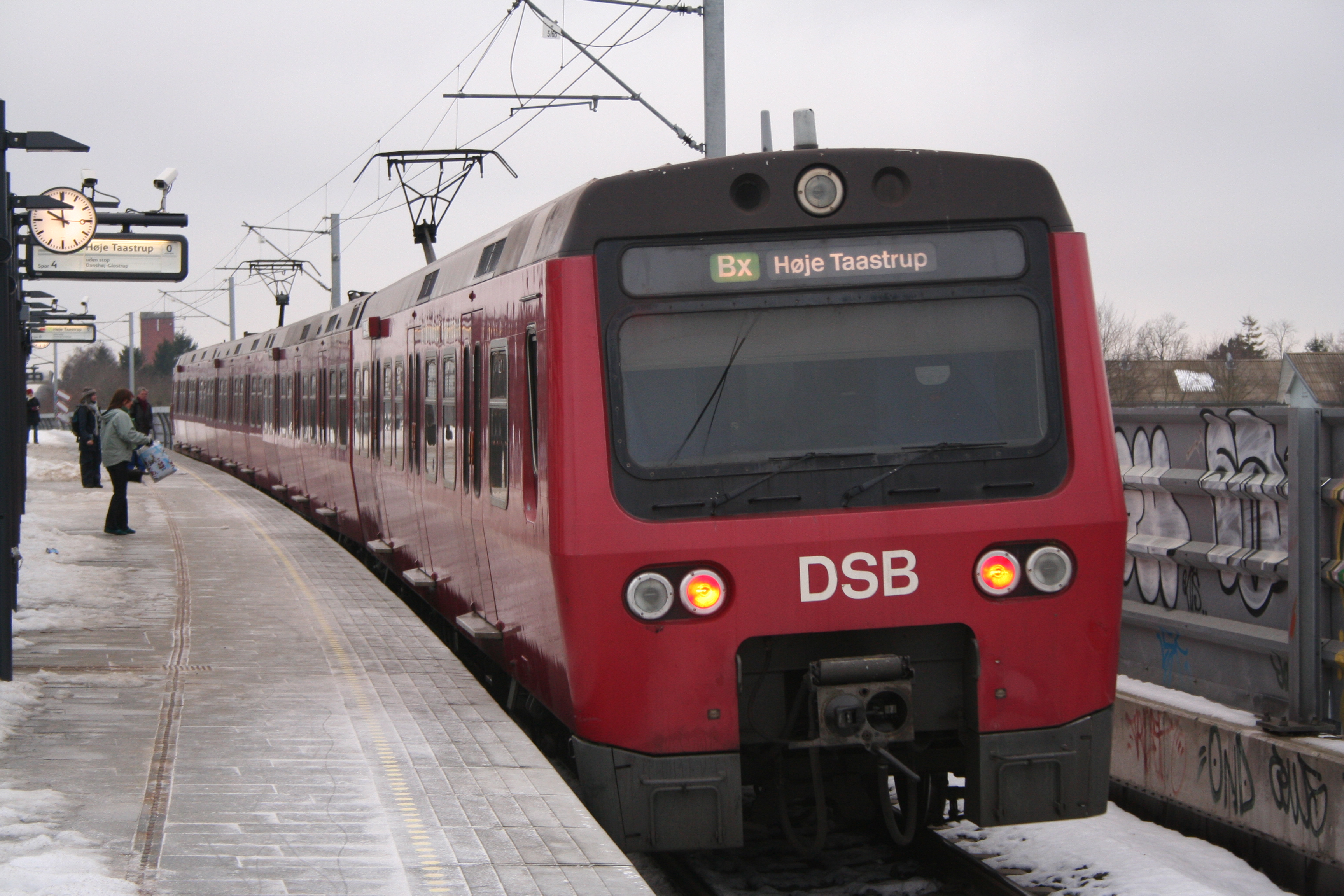
3e generatie S-togtrein (Asea) op "Vestbanen"-lijn op station Danshøj.

De Danske Statsbaner (DSB) verzorgt het personenvervoer op dit traject met de zogenaamde S-togtreinen. Daarnaast verzorgt het bedrijf ook met de RE / RB treinen de parallelbaan tussen Københavns Hovedbanegård en Høje Taastrup richting Korsør.

## Stations op Vestbanen
| Station       | Lijnen       | Geopend          | S-tog           | Opmerking |
| ------------- | ------------ | ---------------- | --------------- | --- |
| København H   | A B Bx C E H | 1 december 1911  | 15 mei 1934     | aansluiting lijn Kopenhagen - Helsingør aansluiting lijn Kopenhagen - Hillerød aansluiting lijn Kopenhagen - Køge aansluiting lijn Kopenhagen - Korsør aansluiting lijn Kopenhagen - Malmö |
| Dybbølsbro    | A B Bx C E H | 1 november 1934  | 1 november 1934 | aansluiting lijn Kopenhagen - Køge |
| Enghave       | B Bx C H     | 11 november 1911 | 1 november 1934 | |
| Valby         | B Bx C H     | 26 juni 1847     | 1 november 1934 | aansluiting lijn Frederiksberg - Frederikssund InterCity Regional |
| Danshøj       | B Bx F       | 8 januari 2005   | 8 januari 2005  | aansluiting lijn Hellerup - Vigerslev |
| Hvidovre      | B            | 17 juni 1953     | 17 juni 1953    | |
| Rødovre       | B            | 24 april 1964    | 24 april 1964   | |
| Brøndbyøster  | B            | 17 juni 1953     | 17 juni 1953    | |
| Glostrup      | B Bx         | 26 juni 1847     | 17 juni 1953    | |
| Albertslund   | B            | 26 mei 1963      | 26 mei 1963     | |
| Taastrup      | B Bx         | 26 mei 1963      | 26 mei 1963     | |
| Høje Taastrup | B Bx         | 31 mei 1986      | 31 mei 1986     | aansluiting lijn Kopenhagen - Korsør InterCity InterCityLyn International Regional |

## Elektrische tractie
Het traject werd geëlektrificeerd met een spanning van 1.500 volt 50 Hz gelijkstroom.